# Varen (Svizzera)
Varen (toponimo tedesco; in francese Varonne) è un comune svizzero di 619 abitanti del Canton Vallese, nel distretto di Leuk.

## Monumenti e luoghi d'interesse

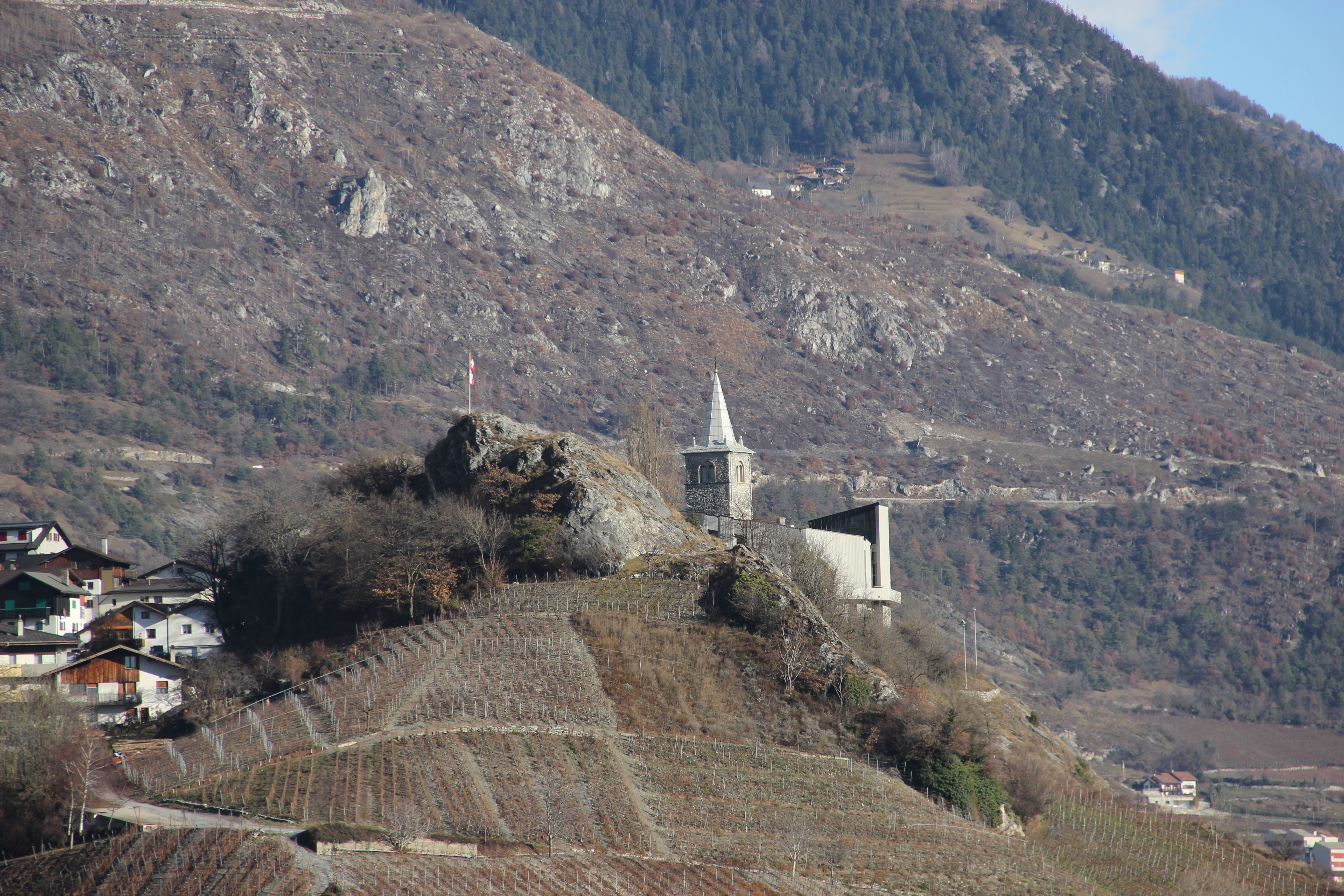
La chiesa della Beata Vergine dei Sette dolori

- Chiesa parrocchiale cattolica della Beata Vergine dei Sette dolori, ricostruita nel 1800-1804, nel 1870-1871 e nel 1967-1969[1].

## Società

### Evoluzione demografica
L'evoluzione demografica è riportata nella seguente tabella:
Abitanti censiti

## Amministrazione
Ogni famiglia originaria del luogo fa parte del cosiddetto comune patriziale e ha la responsabilità della manutenzione di ogni bene ricadente all'interno dei confini del comune.